# Мусатовский косогор
Мусатовский косогор — место на крутом берегу реки Оки в городе Тарусе Калужской области, где находится могила художника Виктора Эльпидифоровича Борисова-Мусатова (1870—1905).
На этом месте раньше было хлыстовское кладбище, которое не сохранилось.
Неподалёку находится кенотаф Марины Цветаевой. 

## История
В Тарусу В. Э. Борисова-Мусатова пригласил профессор Иван Владимирович Цветаев. Виктор Эльпидифорович, тончайший колорист, романтический певец «дворянских гнёзд», в начале XX века жил в «Песочном доме», в ту пору по стечению обстоятельств не занятом семейством Цветаевых, много писал, иногда выбирался в соседнюю усадьбу Борок, что в нескольких верстах ниже по течению Оки, к художнику Василию Дмитриевичу Поленову (1844—1927).
Борисов-Мусатов жил здесь, в тишине и покое, на окраине уездного городка, в ожидании большого и выгодного заказа, который обещал поправить материальное состояние его семьи, но который так и не получил. Много писал, как всегда, в своей манере — «нежными, тающими красками». В Тарусе он создал такие полотна, как «Куст орешника», «Сон божества», «На балконе. Таруса», «Осенняя песнь», «Реквием», этюды «Весенняя сказка», «Летняя мелодия». Незадолго до смерти Борисов-Мусатов написал художнику Бенуа: 
…Теперь я сижу в Тарусе. В глуши. На пустынном берегу Оки. И отрезан от всего мира. Живу в мире грез и фантазий среди березовых рощ, задремавших в глубоком сне осенних туманов. Уже давно я слышал крик журавлей. Они пролетели куда-то на юг, бесконечными рядами в виде треугольников. Крик их наполнил эти леса мелодией грусти старинной, которую я когда-то знал. Крик их замер, и только белка рыжая нарушает кружевные сновидения березовых рощ. Вы думаете, я скучаю. Нет. У меня времени не хватает каждый день. Хоть я сижу дома… Я создал себе свою жизнь. Как-то странно — такая тишина среди всеобщего смятения. Какие-то слухи долетают до меня. Какие-то дороги забастовали. Какие-то надежды, какие-то ужасы. Нет ни писем, ни газет. Одни догадки… Одни слухи… Как странно. Давно ли я был в Москве, в столице Российской империи и скоро вновь буду в ней, но уже в столице Российской республики. Как в сказке. Заснул. Проснулся. Прошло мгновение ока. А между тем уже сто лет пролетело. Повсюду жизнь. Повсюду свободные граждане…
Художник умер тридцати пяти лет от роду после тяжёлой простуды, полученной на Оке во время лодочной прогулки. Как-то, незадолго до ухода из жизни, гуляя возле старого хлыстовского кладбища и часовенки, он в шутку сказал, что, когда умрёт, хорошо бы лежать здесь, над Окой… Так и произошло. Борисов-Мусатов скончался 26 октября 1905 года и был похоронен на высоком берегу Оки, над обрывом, на старом кладбище близ Воскресенской церкви.

## Надгробие В. Э. Борисову-Мусатову
Спустя несколько лет после смерти художника его земляк-саратовец и друг скульптор Александр Терентьевич Матвеев установил на его могиле надгробный памятник. На постаменте из красного гранита фигура мальчика, спящего безмятежным сном.
«Уснувший мальчик» — так уже больше века называют здесь эту скульптуру. В Тарусе живёт легенда о том, что Борисов-Мусатов заболел смертельной простудой после того, как в ненастную погоду бросился в Оку к тонущему мальчикау, но спасти того не удалось, что очень сильно подействовало на художника. На торцевой части постамента вырублено: «1870—1905»; на лицевой: «Борисов-Мусатов» и православный крест.
Тема «Уснувшего мальчика», по замыслу скульптора, была весьма созвучной творчеству его земляка и друга. Но тарусское духовенство, усмотрев в необычном надгробии языческие мотивы — обнажённое тело отрока — вначале не выдало разрешения на установку памятника. И только после многих ходатайств согласие на установку было, наконец, получено.

## Семейное захоронение Вульфов
Тут же, на Мусатовском косогоре, вечным сном спят сестра художника, физик-кристаллограф Юрий Викторович Вульф, его супруга Вера Васильевна Вульф и их сын Владимир.